# Irish Football League 1891-92
Irish Football League 1891–92 var den anden sæson af Irish Football League og dermed også det andet irske mesterskab i fodbold. Ligaen havde deltagelse af ti hold, der spillede en dobbeltturnering alle-mod-alle. Alle holdene var fra det nuværende Nordirland, og alle var fra Belfast.
Det blev en kaotisk sæson, hvor Clarence FC den 1. september 1891 kort inden sæsonstarten trak sit hold fra turneringen. Det blev erstattet af Lancashire Fusiliers FC, som dog ikke var i stand til at spille den første turneringskamp med så kort varsel.
Efter halvdelen af sæsonen blev ligaen reduceret fra 10 til 9 hold, da Belfast YMCA FC også trak sit hold ud af turneringen. Klubben havde spillet præcis én gang mod alle de andre hold, så resultaterne af disse kampe fik lov at stå ved magt, mens de resterende ni kampe blev aflyst og ikke medtaget i stillingen.
Den 2. februar 1892 blev Distillery FC idømt en bøde på £ 10 og fratrukket 2 point for at have anvendt en ulovlig spiller i en kamp mod Linfield AC. Selvom resultatet stod ved magt, blev klubben senere ekskluderet fra ligaen for ikke at betale bøden. Den 24. februar 1892 blev den imidlertid genoptaget i ligaen efter at have betalt en del af beløbet. Men nogle af klubberne nægtede at accepterede beslutningen om at genoptage Distillery FC og afslog derfor at spille mod holdet i resten af sæsonen. F.eks. blev Glentoran FC idømt en bøde på £ 15 for ikke at stille op til en kamp mod Distillery FC. Til gengæld stillede Oldpark FC op til deres kamp mod Distillery FC, men efterfølgende blev Oldpark FC mødt med så meget fjendtlighed fra de øvrige klubber, at den valgte at forlade ligaen.
Det hele endte med at Distillery FC's syv resterende kampe blev aflyst og ikke medtaget i stillingen, bortset fra den manglende kamp mod Lancashire Fusiliers FC, for hvilken Fusiliers den 18. april 1892 blev tildelt 1 point af ligaen. Militærholdet blev ved samme lejlighed tildelt 2 point for den kamp mod Distillery FC, som holdet ikke nåede at stille op til i første spillerunde, fordi holdet først blev optaget i ligaen meget kort tid inden sæsonstarten. I Oldpark FC's resterende kampe blev modstanderne dømt som vindere uden kamp, og disse resultater blev medregnet i stillingen.
Yderligere tre kampe blev ikke spillet denne sæson. Det var opgørene mellem Cliftonville FC og Glentoran FC samt Ligoniel FC og Cliftonville FC, hvor ligaen i begge tilfælde besluttede at tildele hvert hold 1 point, samt kampen Ulster FC - Ligoniel FC, hvor hjemmeholdet blev dømt som vinder uden kamp.
Turneringen blev vundet af Linfield AC, som dermed vandt ligaen for anden gang.

## Resultater

### Slutstilling
| Nr | Hold                         | K  | V  | U | T  | Mf  |   | Mi | +/- | P                                 |
| -- | ---------------------------- | -- | -- | - | -- | --- | - | -- | --- | --------------------------------- |
| 1  | Linfield AC (M)              | 17 | 15 | 1 | 1  | 106 | – | 14 | +92 | 31                                |
| 2  | Lancashire Fusiliers FC (ny) | 15 | 10 | 2 | 3  | 56  | – | 30 | +26 | 25Forlod ligaen efter sæsonen     |
| 3  | Ulster FC                    | 16 | 12 | 0 | 4  | 61  | – | 34 | +27 | 24                                |
| 4  | Glentoran FC                 | 16 | 9  | 3 | 4  | 80  | – | 40 | +40 | 21                                |
| 5  | Distillery FC                | 10 | 8  | 0 | 2  | 45  | – | 18 | +27 | 16                                |
| 6  | Cliftonville FC              | 15 | 5  | 3 | 7  | 29  | – | 36 | −7  | 13                                |
| 7  | Milltown FC (ny)             | 16 | 4  | 0 | 12 | 12  | – | 77 | −65 | 8Forlod ligaen efter sæsonen      |
| 8  | Ligoniel FC (ny)             | 16 | 3  | 1 | 12 | 22  | – | 70 | −48 | 7Forlod ligaen efter sæsonen      |
| 9  | Oldpark FC                   | 17 | 2  | 0 | 15 | 12  | – | 78 | −66 | 4Forlod ligaen i løbet af sæsonen |
| 10 | Belfast YMCA FC (ny)         | 9  | 0  | 1 | 8  | 14  | – | 40 | −26 | 1Forlod ligaen i løbet af sæsonen |

 K: Kampe spillet, V: Vundne kampe, U: Uafgjorte kampe, T: Tabte kampe, Mf: Mål for, Mi: Mål imod, +/-: Måldifference, P: Point

 

### Kampe
| Kampe i Irish League 1891–92 |              |            |           |            |          |          |          |         |        |        |
|                              | Cliftonville | Distillery | Glentoran | Lanc. Fus. | Ligoniel | Linfield | Milltown | Oldpark | Ulster | YMCA   |
| Cliftonville                 |              | Aflyst     | 1–1       | 2–3        | 4–1      | 0–5      | 8–0      | 7–1     | 0–3    | 3–3    |
| Distillery                   | 3–1          |            | Aflyst    | [ 4 ]      | 5–0      | 2–1      | Aflyst   | 7–0     | 5–3    | Aflyst |
| Glentoran                    | 4–4          | 4–3        |           | 2–3        | 3–1      | 1–7      | 11–00    | 15–10   | 6–5    | Aflyst |
| Lancashire Fusiliers         | 1–0          | [ 5 ]      | 1–1       |            | 13–20    | 0–0      | 4–0      | [ 6 ]   | 2–5    | Aflyst |
| Ligoniel                     | [ 3 ]        | Aflyst     | 0–9       | 1–5        |          | 3–8      | 4–0      | [ 6 ]   | 2–4    | Aflyst |
| Linfield                     | 8–0          | 6–1        | 8–0       | 6–2        | 7–1      |          | 14–00    | 9–0     | 8–1    | Aflyst |
| Milltown                     | [ 7 ]        | 0–4        | 0–9       | 0–8        | 7–3      | 1–3      |          | [ 6 ]   | 0–4    | 3–2    |
| Oldpark                      | [ 7 ]        | 1–5        | 0–7       | 03–10      | 3–0      | 1–7      | [ 7 ]    |         | 0–2    | [ 6 ]  |
| Ulster                       | 4–0          | Aflyst     | 7–0       | 5–0        | [ 6 ]    | 1–5      | 3–1      | 9–2     |        | 5–2    |
| YMCA                         | Aflyst       | 02–10      | 0–7       | 3–4        | 2–4      | 0–4      | Aflyst   | Aflyst  | Aflyst |        |